# Suchożebry
Suchożebry ist ein Dorf sowie Sitz der Landgemeinde im Powiat Siedlecki der Woiwodschaft Masowien, Polen.

## Gemeinde
Zur Landgemeinde Suchożebry gehören 18 Ortschaften mit einem Schulzenamt:
Borki Siedleckie
Brzozów
Kopcie
Kownaciska
Krynica
Krześlin
Krześlinek
Nakory
Podnieśno
Przygody
Sosna-Kicki
Sosna-Korabie
Sosna-Kozółki
Sosna-Trojanki
Stany Duże
Stany Małe
Suchożebry
Wola Suchożebrska

## Partnerstadt
Es besteht seit 2012 eine Gemeindepartnerschaft mit Kremmen (Brandenburg).